# Pearse Island
Pearse Island ist eine Insel am östlichen Rand des Dixon Entrance, in den nordwestlichen Küstengewässern der kanadischen Provinz British Columbia. Sie liegt rund 65 Kilometer nördlich von Prince Rupert an der Grenze zu den Vereinigten Staaten und gehört zum Regional District of Kitimat-Stikine. Pearse Island ist die nördlichste der kanadischen Pazifikinseln und wird, wie die meisten der Inseln im nördlichen Küstenbereich der Provinz, zum Great Bear Rainforest gerechnet.

## Geographie
Die Insel hat eine Fläche von 220 km² sowie einen Umfang von 98 km. Pearse Island ist von grundsätzlich rechteckiger Form und Erstreckt sich von Nordost nach Südwest. Dabei hat sie eine Breite von etwa 7 Kilometer und eine Länge von etwa 30 Kilometer. Sie gehört zu den 150 größten Inseln Kanadas (115. Platz bei mehr als 50.000 Inseln) und damit auch zu den größten der Provinz (22. Platz).
Nordwestlich der Insel befindet sich der Pearse Canal, welcher hier die Grenzgewässer zwischen Kanada und den Vereinigten Staaten ist. Nördlich der Insel wird das Grenzgewässer durch den Portland Canal fortgesetzt. Nordöstlich und östlich liegt das Portland Inlet und dann kanadisches Festland, während südwestlich vor dem Festland noch Somerville Island liegt. Südwestlich von Pearse Island und der Wales Passage liegt Wales Island.

## Geschichte
Traditionell ist die Insel Siedlungs- und Jagdgebiet der First Nations, hauptsächlich der Tsimshian.
Erstmals kartographiert wurde die Insel- und Fjordlandschaft im Jahr 1793 durch den britischen Entdecker George Vancouver.
Vor der endgültigen Festlegung der Grenze zwischen Kanada und Alaska im „Hay–Herbert Treaty“ aus dem Jahr 1903 beanspruchte die US-Regierung diese Insel als ihr Hoheitsgebiet. Dieser Grenzdisput entspringt auslegungsfähigen Formulierungen im Vertrag von St. Petersburg (1825), in dem Russland und Großbritannien die Grenzziehung zwischen ihren nordamerikanischen Gebieten festlegten. Als die Vereinigten Staaten 1867 Alaska von Russland erwarben, übernahmen sie auch die Grenzziehung von 1825 mit allen Strittigkeiten.

## Namensherkunft
Die Insel wurde 1868 vom Offizier der Royal Navy Kapitän Daniel Pender nach Hauptmann Pearse, dem Befehlshaber einer Artillerieeinheit der US-Army auf Tongass Island, benannt.